# Center Valley
Center Valley est une communauté non constituée en société située à un mile au nord de Coopersburg, en Pennsylvanie, à l'intersection de la Pennsylvania Route 309 et de la Pennsylvania Route 378 dans le canton d'Upper Saucon du comté de Lehigh, en Pennsylvanie.

## Géographie
Center Valley fait partie de la vallée de Lehigh, qui compte 861 899 habitants et est la 68e région métropolitaine la plus peuplée des États-Unis au recensement de 2020.

## Patrimoine
Le Centennial Bridge, un pont construit en 1876, a été inscrit au registre national des lieux historiques en 1989. Le pont a été démoli en 2013.

## Éducation

### Collèges et universités
Deux campus d'enseignement supérieur sont implantés à Center Valley :
- Université DeSales (en) (anciennement Allentown College of St.Francis de Sales)
- Penn State Lehigh Valley